# Figueira dos Cavaleiros
Figueira dos Cavaleiros es una freguesia portuguesa del concelho de Ferreira do Alentejo, con 163,78 km² de superficie y 1.513 habitantes (2001). Su densidad de población es de 9,3 hab/km².